# Autonome Gemeinschaft Baskenland
Das Baskenland (baskisch Euskadi, spanisch País Vasco; Vollbezeichnung baskisch Euskal Autonomia Erkidegoa, spanisch Comunidad Autónoma del País Vasco) ist seit 1979 eine Autonome Gemeinschaft in Spanien, die aus den drei Provinzen Gipuzkoa (spanisch Guipúzcoa), Biskaya (baskisch Bizkaia, spanisch Vizcaya) und Álava (baskisch Araba) besteht.
Die Autonome Gemeinschaft Baskenland ist nicht identisch mit dem Baskenland im kulturellen Sinne, zu dem auch das französische Baskenland zählt und die vor allem in ihrem Nordwesten baskisch geprägte spanische Foralgemeinschaft Navarra.
Mit einem Wert von 0,915 erreicht das Baskenland den zweiten Platz unter den 17 autonomen Gemeinschaften Spaniens im Index der menschlichen Entwicklung.

## Politik
Die Autonome Gemeinschaft Baskenland in ihren heutigen Grenzen gibt es seit 1979. Als einer der drei Landesteile, die bereits unter der spanischen Republik Autonomie besessen hatten, erhielt sie als eine der ersten Regionen wieder einen Autonomiestatus, der durch eine Volksabstimmung verabschiedet wurde. Das Autonomiestatut in seiner derzeitigen Form wird jedoch nur von einem Teil der politischen Kräfte des Baskenlandes mitgetragen. Umstritten sind sowohl der Grad der Autonomie bzw. die Zugehörigkeit zum spanischen Staat überhaupt als auch die territorialen Grenzen der Autonomen Region. Die Provinz Navarra, die nach der spanischen Verfassung gemeinsam mit den Provinzen Bizkaia, Gipuzkoa und Araba eine Autonome Gemeinschaft hätte bilden können, wurde an der Volksabstimmung über das Autonomiestatut nicht beteiligt, sondern auf Betreiben der dort tonangebenden politischen Kräfte ohne Volksabstimmung zu einer eigenständigen Autonomen Gemeinschaft erhoben.
Die Autonomie des Baskenlandes stützt sich nicht nur auf die Bestimmungen der spanischen Verfassung von 1978 über die mögliche Gründung von Autonomen Gemeinschaften, sondern auch auf die historischen Rechte der über Fueros verfügenden Territorien, die von der spanischen Verfassung ausdrücklich anerkannt wurden. Diese Bestimmung ist Grundlage der vollständigen finanziellen Autonomie der Provinzen Bizkaia, Gipuzkoa, Araba und Navarras bzw. der aus den drei erstgenannten Provinzen gebildeten heutigen Autonomen Gemeinschaft, die mit Ausnahme der Zeit der Franco-Diktatur niemals außer Kraft gesetzt worden war. Demzufolge ziehen diese Provinzen bzw. Autonomen Gemeinschaften die Steuern auf ihrem Gebiet selbst ein und führen lediglich eine durch ein bilaterales Abkommen festgelegte Summe an den spanischen Zentralstaat ab.
Trotz des Autonomiestatuts existiert in der Autonomen Gemeinschaft Baskenland eine aktive Unabhängigkeitsbewegung. Mehrere baskische Parteien (beispielsweise die inzwischen verbotene Herri Batasuna) und die terroristische Untergrundorganisation ETA treten für die Unabhängigkeit eines vereinten Baskenlandes unter Einschluss Navarras und der baskischen historischen Territorien in Frankreich ein.
Seit 1979 ist die Eusko Alderdi Jeltzalea-Partido Nacionalista Vasco (Baskische Nationalistische Partei) die stärkste Partei, die eine Erweiterung der Autonomierechte anstrebt. Im Parlament des spanischen Baskenlandes hatten die baskisch-nationalen Parteien bis zum Verbot der linksnationalen Parteien eine Mehrheit inne, sind aber untereinander nicht immer einig, so dass sie stets Koalitionen mit gesamtspanischen Parteien bilden.
In die Schlagzeilen der Medien Westeuropas gelangt das Baskenland vorwiegend im Zusammenhang mit Anschlägen der ETA. In den baskischen Medien werden Aktivitäten baskisch-nationalistischer oder der ETA nahestehender Gruppen oft als „Kampf gegen die spanische Unterdrückung“ bezeichnet.
Im Laufe der letzten 15 Jahre haben verschiedene Parteien und Organisationen in den baskischen Provinzen immer wieder Ansätze zur Lösung des Konfliktes präsentiert. Viele Gespräche verliefen ergebnislos. Die spanische Regierung beharrt – aus Sicht von Kritikern – auf Maximalpositionen, wie z. B. den umstrittenen Haftbedingungen für ETA-Mitglieder. Diese Haftbedingungen und die fünftägige Kontaktsperre nach dem Anti-Terror-Gesetz einerseits, das gewaltsame Vorgehen von ETA andererseits werden in den Jahresberichten von Amnesty International regelmäßig negativ beurteilt.

Aufteilung des Baskenlandes
(im weiteren Sinne):
Autonome Region Baskenland
Autonome Region Navarra
Französisches Baskenland

Umfragen unter der Bevölkerung des Baskenlandes zeigen, dass die große Mehrheit der Bevölkerung eine friedliche Beilegung des Konflikts will, aber mit dem erreichten Autonomiestatus nicht zufrieden ist. 37 nach dem Autonomiestatut vereinbarte Kompetenzen wurden bisher ohnehin nicht an die baskische Regierung übertragen.
Die politische Diskussion im Jahr 2003 im spanischen Baskenland war von dem Bestreben der Regierung unter Juan José Ibarretxe geprägt, das derzeit gültige Autonomiestatut vom 22. Dezember 1979 durch ein neues Statut abzulösen. Die von den Parteien Baskische Nationalistische Partei (PNV), Baskische Solidarität (EA) und Vereinigte Linke (EB-IU) gebildete Regierung hat hierzu am 25. Oktober 2003 einen Vorschlag für ein neues Autonomiestatut des Baskenlands vorgelegt, den sogenannten Plan Ibarretxe.
Dieser Plan sieht weitgehende Selbstbestimmungsrechte für das Baskenland (unter anderem eigene Abgeordnete im Europaparlament, eigene Vertreter in internationalen Organisationen) und eine freie Assoziation mit Spanien vor. Nach Ansicht der Regierung stellt der Plan einen konstruktiven Lösungsweg für den politischen und bewaffneten Konflikt dar. Kritiker des so genannten Ibarretexe-Plans, darunter die Volkspartei (PP) und die Sozialisten (PSOE) werfen der Regierung des spanischen Baskenlandes vor, mit dem Vorschlag die Unabhängigkeit erreichen zu wollen. Der Plan verstoße gegen die spanische Verfassung und spalte das Land. Im Dezember 2004 wurde der Vorschlag für das neue Autonomiestatut vom baskischen Parlament mit 39 zu 35 Stimmen an das Spanische Abgeordnetenhaus verwiesen. Dort wurde dieses aber erwartungsgemäß mit 313 zu 29 Stimmen im Januar 2005 abgelehnt, ohne dass es auch nur an die zuständige Kommission zur Verhandlung verwiesen wurde.
Bei Regionalwahlen am 17. April 2005 im Baskenland verlor die regierende PNV von Ministerpräsident (lehendakari) Ibarretxe vier Sitze, blieb aber stärkste Partei. Das Ergebnis wurde als Absage des Unabhängigkeitsplanes von Ibarretxe gedeutet, allerdings ging bei den Wahlen der nationalistische Block eher gestärkt hervor. Wegen der Kritik am Plan-Ibarretxe war die PSE-EE, die baskische Regionalpartei der PSOE nicht zu einer Koalition mit dem PNV bereit. Ibarretxe führte eine Minderheitsregierung mit Baskische Solidarität (EA) und Vereinigte Linke (EB-IU) an, die von PCTV-EHAK geduldet wurde.
Am 27. Juni 2008 beschloss das baskische Parlament, am 25. Oktober 2008 ein Referendum über die Zukunft der Region durchzuführen, mit dem Ziel einen politischen Verhandlungsprozess einzuleiten, welcher möglicherweise 2010 zu einer endgültigen Volksabstimmung über das Selbstbestimmungsrecht der Basken führen könnte. Auf die Normenkontrollklage der Zentralregierung erklärte das Verfassungsgericht am 11. September 2008 das baskische Gesetz über das Referendum für verfassungswidrig und nichtig.
Bei den Regionalwahlen vom 1. März 2009, zu denen Kandidaturen der radikalen nationalistischen Linken (izquierda abertzale) nicht zugelassen wurden, wurde die PNV mit 30 Sitzen erneut stärkste Kraft. Zum Ministerpräsidenten wurde jedoch Patxi López (PSE-EE, 25 Sitze) gewählt, dessen Regierung von der PP (13 Sitze) toleriert wurde. Damit verloren die baskischen Nationalisten erstmals seit 1979 die Regierungsverantwortung.
Im Frühjahr 2012 verlor die Regierung von Patxi López die Unterstützung der PP, worauf schließlich vorgezogene Neuwahlen für den 21. Oktober 2012 anberaumt wurden. Aus diesen Wahlen ging die PNV mit 27 Sitzen erneut als stärkste Kraft hervor. Die linksnationalistische Gemeinschaftskandidatur EH BILDU (Aralar, EA, Alternatiba), die auch von Sortu (der im Aufbau befindlichen und nach einem Urteil des Verfassungsgerichts neu zugelassenen Partei der izquierda abertzale) unterstützt wurde, wurde mit 21 Sitzen zweitstärkste Kraft. Die PSE-EE fiel von 25 auf 16 Sitze und die PP von 13 auf 10 Sitze ab. Die baskisch-nationalistischen Parteien (PNV und EH BILDU) errangen bei dieser Wahl damit 60 % der Stimmen und 48 von 75 Sitzen im Regionalparlament.

## Provinzen
Die autonome Gemeinschaft Baskenland ist in drei Provinzen mit insgesamt 251 Gemeinden (municipios) unterteilt:
| Flagge                                  | Provinz                                 | Hauptstadt                              | Cod INE                                 | Anzahl Comarcas | Anzahl Gerichts- bezirke | Anzahl Gemeinden | Einwohner (2024) | Fläche (km²) | Dichte (Einw./km²) |
| --------------------------------------- | --------------------------------------- | --------------------------------------- | --------------------------------------- | --------------- | ------------------------ | ---------------- | ---------------- | ------------ | ------------------ |
| Flagge der Provinz Álava                | Álava                                   | Vitoria-Gasteiz                         | 01000                                   | 7               | 2                        | 51               | 339,137          | 3.037,45     | 112                |
| Flagge der Provinz Bizkaia              | Bizkaia                                 | Bilbao                                  | 48000                                   | 7               | 6                        | 113              | 1,160,133        | 2.215,56     | 524                |
| Flagge der Provinz Gipuzkoa             | Gipuzkoa                                | Donostia-San Sebastián                  | 20000                                   | 8               | 6                        | 88               | 731,182          | 1.979,87     | 369                |
| Gesamt Autonome Gemeinschaft Baskenland | Gesamt Autonome Gemeinschaft Baskenland | Gesamt Autonome Gemeinschaft Baskenland | Gesamt Autonome Gemeinschaft Baskenland | 22              | 14                       | 252              | 2,230,452        | 7.232,88     | 308                |

|  |  |

## Städte
Die größten Städte des Baskenlandes sind (2024):
| - Bilbao (baskisch Bilbo) 348.089 - Vitoria-Gasteiz 257.968 - Donostia/San Sebastián (spanisch San Sebastián) 189.093 - Barakaldo (spanisch Baracaldo) 101.984 - Getxo (spanisch Guecho) 75.981 - Irun (spanisch Irún) 63.656 - Santurtzi (spanisch Santurce) 46.247 - Portugalete 44.766 - Basauri 40.388 - Errenteria (spanisch Rentería) 39.352 - Leioa (spanisch Lejona) 32.683 - Durango 29.887 - Sestao 28.228 - Eibar 27.362 - Galdakao (spanisch Galdácano) 24.774 | - Erandio 24.662 - Zarautz (spanisch Zarauz) 23.370 - Arrasate (spanisch Mondragón) 22.123 - Hernani 20.355 - Tolosa 20.109 - Amorebieta-Etxano 19.678 - Lasarte-Oria 19.312 - Mungia 17.997 - Llodio (baskisch Laudio) 17.982 - Bermeo 17.042 - Gernika (spanisch Guernica) 17.033 - Hondarribia (spanisch Fuenterrabia) 16.929 - Pasaia (spanisch Pasajes) 16.009 - Ermua 15.627 - Azpeitia 15.208 | - Sopela 14.940 - Andoain 14.563 - Bergara 14.471 - Beasain 13.961 - Arrigorriaga 11.952 - Etxebarri 11.941 - Valle de Trápaga-Trapagaran 11.898 - Azkoitia 11.697 - Elgoibar 11.585 - Oñati 11.537 - Ordizia 10.699 - Oiartzun 10.378 - Amurrio 10.330 - Zumaia 10.251 |

## Wirtschaft
Das Baskenland gehört zu den wohlhabendsten Regionen in Spanien. Im Vergleich mit dem BIP der EU ausgedrückt in Kaufkraftstandards erreicht die Region einen Index von 119 (EU-28:100) (2015).
Die Arbeitslosenquote lag am 30. April 2010 bei 10,91 %. Trotzdem stellte das „Pro-Kopf“-BIP desselben Jahres im Baskenland mit 30.703 Euro je Einwohner einen Spitzenwert unter den autonomen Gemeinschaften dar. Im Jahr 2017 betrug die Arbeitslosenquote 11,3 % und lag damit unter dem landesweiten Durchschnitt.
Unter der spanischen Wirtschaftskrise, die 2008 mit dem Platzen einer Immobilienblase einsetzte, litt das Baskenland weitaus weniger als andere Regionen. Es zeigte sich, dass der mit den 1980er Jahren eingesetzte Strukturwandel von der Schwerindustrie (vor allem Stahl und Schiffbau) zum Dienstleistungssektor, vor allem Banken und IT-Unternehmen, erfolgreich abgeschlossen werden konnte. Einige Industriesektoren wie die Automobilindustrie, der Bau von Eisen- und Straßenbahnen, der Maschinenbau oder der Bereich der Erneuerbaren Energien stellen immer noch Säulen der baskischen Wirtschaft und schaffen viele Arbeitsplätze. Die Mondragón Corporación Cooperativa, die in Industrie, Einzelhandel und im Bankenwesen tätig ist, ist die größte und erfolgreichste Genossenschaft der Welt und beschäftigt über 70.000 Mitarbeiter. Das Baskenland gehörte 2015 beim Wirtschaftswachstum und BIP pro Kopf zur Spitzengruppe in Spanien, während gleichzeitig die Arbeitslosigkeit sowie die Verschuldung der öffentlichen Haushalte deutlich unter dem spanischen Durchschnitt lag.

## Persönlichkeiten
- Xabi Alonso, Fußballspieler und -trainer
- Bernardo Atxaga, Schriftsteller
- Cristóbal Balenciaga, Modeschöpfer
- Pío Baroja, Schriftsteller
- Eduardo Chillida, Bildhauer
- Juan Sebastián Elcano, Entdecker
- Jesus Guridi, Komponist
- Julio Medem, Filmregisseur und Drehbuchautor
- Jorge Oteiza, Bildhauer
- Jon Rahm, Golfspieler
- Miguel de Unamuno, Schriftsteller
- Andoni Zubizarreta, Fußballtorwart
- Ignacio Zuloaga, Maler